# Éguitures
Les Éguitures, en latin les Eguiturii, sont un peuple gaulois dont le nom figure sur le Trophée des Alpes, et qui a donc été vaincu par Auguste à la fin du Ier siècle av. J.-C.
Une des hypothèses proposées pour sa localisation est celle de la vallée des Thorame, dans la vallée de l’Issole, dans les Alpes-de-Haute-Provence.